# Pascual García López
Pascual García López (? - Astorga, 4 de marzo de 1393) fue un eclesiástico castellano, 
obispo de Orense 
y de Astorga.
| Predecesor: Martín                 | Obispo de Orense 1382 - 1390  | Sucesor: Diego de Anaya Maldonado |
| Predecesor: Pedro Martínez de Teza | Obispo de Astorga 1390 – 1393 | Sucesor: Alfonso Rodríguez        |